# LXXIV Korpus Armijny (III Rzesza)
LXXIV Korpus Armijny, niem. LXXIV. Armeekorps – jeden z niemieckich korpusów armijnych, zniszczony przez wojska aliantów zachodnich. 
Utworzony 23 lipca 1943 roku w XI Okręgu Wojskowym dla Naczelnego Dowództwa Zachód. Do maja 1944 roku stacjonował w okupowanej Bretanii (Grupa Armii D). Po inwazji alianckiej na Normandię wziął udział w walkach obronnych, wchodząc w skład Grupy Armii B (kolejno: 5 Armia Pancerna, 7 Armia, 15 Armia, znowu 5 Armia Pancerna i ponownie 15 Armia). Walczył m.in. na terenie północnych gór Eifel i w Zagłębiu Ruhry. Zniszczony na przełomie kwietnia i maja 1945 roku przez wojska aliantów zachodnich.

## Dowódcy korpusu
- generał piechoty Erich Straube (27.07.1943 - 16.12.1944)
- generał piechoty Carl Püchler (16.12.1944 - 16.04.1945)[2]

## Struktura organizacyjna
Jednostki korpuśne: 474 Dowództwo Artylerii, 474 batalion łączności i LXXIV Oddział Forteczny
Skład we wrześniu 1944
- grupa bojowa 347 Dywizji Piechoty
- 3 Dywizja Strzelców Spadochronowych
- 526 Dywizja

Skład w marcu 1945
- 3 Dywizja Strzelców Spadochronowych
- 85 Dywizja Piechoty
- 272 Dywizja Grenadierów Ludowych